# Hovamyia venustipes
Hovamyia venustipes är en tvåvingeart som först beskrevs av Alexander 1920.  Hovamyia venustipes ingår i släktet Hovamyia och familjen småharkrankar. Inga underarter finns listade i Catalogue of Life.